# Sylvain Moineau
Sylvain Moineau est un microbiologiste, chercheur et professeur québécois né en 1965.  Il se distingue par ses travaux sur les bactériophages et le système CRISPR-Cas9. Sylvain Moineau est titulaire de la Chaire de recherche du Canada sur les bactériophages à l'Université Laval.

## Prix et distinctions
- 2024 - Prix Killam - Sciences naturelles[3]
- 2019 - Prix Marie-Victorin du Gouvernement du Québec[4]
- 2018 - Prix Acfas Léo-Pariseau, pour les sciences de la santé[5]
- 2017 - Officier de l’Ordre du Canada du Gouvernement du Canada[6]
- 2016 - Médaille Flavelle de la Société royale du Canada[7]
- 2016 - Médaille Gloire de l'Escolle[8]